# 16230 Benson
16230 Benson (2000 EA95) là một tiểu hành tinh vành đai chính được phát hiện ngày 9 tháng 3 năm 2000 bởi nhóm nghiên cứu tiểu hành tinh gần Trái Đất phòng thí nghiệm Lincoln ở Socorro.